# J.League Cup 2005
Der J.League Cup 2005, offiziell aufgrund eines Sponsorenvertrages mit dem Gebäckhersteller Yamazaki Nabisco nach einer Marke desselben 2005 J.League Yamazaki Nabisco Cup genannt, war die dreizehnte Ausgabe des J.League Cup, des höchsten Fußball-Ligapokal-Wettbewerbs in Japan.

## Spieler
| Verein               | Spieler |
| -------------------- | --- |
| Kashima Antlers      | Hideaki Ozawa (1/0), Gō Ōiwa (5/0), Ari (3/0), Yasuto Honda (1/0), Tōru Araiba (4/0), Alex Mineiro (3/1), Masaki Fukai (6/0), Kenji Haneda (2/0), Daiki Iwamasa (6/2), Fernando (2/2), Jun Uchida (5/0), Tatsuya Ishikawa (4/0), Yūzō Tashiro (4/0), Toshiyuki Abe (4/0), Hitoshi Sogahata (4/0), Masaki Chūgo (2/0), Shinzō Kōroki (4/1), Takeshi Aoki (6/0), Takuya Nozawa (2/0), Chikashi Masuda (6/1), Yūki Nakashima (4/0), Tetsu Sugiyama (1/0), Keita Gotō (1/0), Takuya Yamamoto (2/0) |
| Urawa Reds           | Norihiro Yamagishi (1/0), Keisuke Tsuboi (2/0), Alpay (4/0), Marcus Tulio Tanaka (7/1), Nobuhisa Yamada (10/1), Tomoyuki Sakai (6/0), Alessandro Santos (5/0), Yūichirō Nagai (7/0), Emerson (5/5), Ponte (3/1), Tatsuya Tanaka (8/3), Masaya Nishitani (3/0), Keita Suzuki (6/2), Tadaaki Hirakawa (10/0), Makoto Hasebe (9/2), Maric (3/0), Hideki Uchidate (9/0), Satoshi Horinouchi (9/0), Ryōta Tsuzuki (9/0), Tetsushi Kondō (1/0), Takafumi Akahoshi (1/0), Yūzō Minami (1/0), Takuya Yokoyama (4/0), Masayuki Okano (7/0), Hajime Hosogai (2/0), Escudero (2/0)                                                                                    |
| Omiya Ardija         | Tomoyasu Andō (1/0), Seiichirō Okuno (6/0), Kazuyoshi Mikami (7/0), Toninho (6/0), Daisuke Tomita (5/2), Jun Marques Davidson (8/0), Shin Kanazawa (4/0), Christian (6/2), Tuto (7/1), Chikara Fujimoto (8/1), Yasunari Hiraoka (4/0), Hiroshi Morita (7/0), Masato Saitō (3/0), Tatsunori Hisanaga (7/1), Yūsuke Shimada (3/0), Takurō Nishimura (8/1), Yōsuke Kataoka (4/1), Hiroki Aratani (7/0), Shōta Suzuki (1/0), Satoshi Yokoyama (3/1), Naoto Sakurai (6/0) |
| JEF United Chiba     | Tomonori Tateishi (6/0), Masataka Sakamoto (11/0), Daisuke Saitō (8/1), Stoyanov (8/0), Yūki Abe (10/5), Yūto Satō (11/0), Popescu (7/5), Takenori Hayashi (11/4), Haas (4/0), Kunihiko Takizawa (3/0), Kōji Nakajima (5/1), Satoru Yamagishi (7/0), Ryō Kushino (5/0), Seiichirō Maki (10/4), Yutaka Takahashi (3/0), Kōhei Kudō (8/1), Naotake Hanyū (10/2), Takashi Rakuyama (5/0), Kōzō Yūki (9/0), Yūichi Yōda (3/1), Hiroki Mizumoto (3/0), Kōki Mizuno (5/0), Mitsuki Ichihara (1/0) |
| Kashiwa Reysol       | Yūta Minami (5/0), Ryō Kobayashi (4/0), Norihiro Satsukawa (3/0), Yasuhiro Hato (6/0), Sōta Nakazawa (6/1), Tomokazu Myōjin (4/0), Ricardinho (1/0), Yoshiteru Yamashita (2/0), Cleber (5/2), Choi Sung-kuk (4/0), Tadatoshi Masuda (3/1), Yūzō Kobayashi (2/0), Harutaka Ōno (5/1), Tatsuya Yazawa (4/0), Erikson Noguchipinto (1/0), Yukio Tsuchiya (2/0), Kishō Yano (1/0), Yūji Unozawa (4/1), Mitsuru Nagata (1/0), Tatsuya Suzuki (2/0), Hidekazu Ōtani (2/0), Tomonori Hirayama (5/0), Lee Chun-son (3/0), Naoya Kondō (4/0), Sōtarō Yasunaga (3/0), Naoki Ishikawa (1/0)                                                                           |
| FC Tokyo             | Teruyuki Moniwa (6/0), Jean (6/0), Taisei Fujita (6/0), Yasuyuki Konno (6/1), Ryūji Fujiyama (1/0), Lucas (2/0), Fumitake Miura (4/0), Mitsuhiro Toda (6/1), Yūta Baba (3/0), Norio Suzuki (2/0), Masashi Miyazawa (5/0), Jō Kanazawa (6/0), Naohiro Ishikawa (6/1), Danilo (3/0), Hitoshi Shiota (6/0), Yōhei Kajiyama (1/0), Masamitsu Kobayashi (2/0), Ryōichi Kurisawa (5/1), Yūsuke Kondō (4/1), Shingo Akamine (1/0) |
| Tokyo Verdy 1969     | Takuya Yamada (5/1), Kenta Togawa (6/0), Kentarō Hayashi (6/0), Atsushi Yoneyama (2/0), Kazuyuki Toda (5/0), Takahito Sōma (5/0), Daigo Kobayashi (5/1), Washington (5/5), Kazuki Hiramoto (5/1), Tadamichi Machida (1/0), Takayuki Morimoto (2/2), Ken’ichi Uemura (4/0), Lee Gang-jin (2/0), Yoshinari Takagi (6/0), Takashi Hirano (6/0), Masatomo Kuba (1/0), Moon Je-chun (1/0), Yoshiyuki Kobayashi (6/2), Jun Tamano (5/0) |
| Kawasaki Frontale    | Shin’ya Yoshihara (2/0), Hiroki Itō (6/0), Hideki Sahara (3/0), Augusto (5/1), Yoshinobu Minowa (6/0), Iwao Yamane (2/0), Tomoaki Kuno (2/0), Kazuki Ganaha (2/0), Juninho (6/4), Marcus (2/1), Shūhei Terada (6/3), Kengo Nakamura (6/2), Kazunori Iio (1/0), Akira Konno (4/0), Hulk (1/0), Yasuhiro Nagahashi (5/0), Seigo Shimokawa (2/0), Naoki Sōma (3/0), Masaru Kurotsu (4/4), Yūsuke Mori (1/0), Ken Tokura (1/0), Takashi Aizawa (2/0), Hiroyuki Taniguchi (4/1) |
| Yokohama F. Marinos  | Tatsuya Enomoto (2/0), Eisuke Nakanishi (1/0), Naoki Matsuda (4/1), Daisuke Nasu (3/1), Dutra (4/0), Yoshiharu Ueno (3/0), Hayuma Tanaka (4/0), Tatsuhiko Kubo (1/0), Kōji Yamase (4/0), Daisuke Sakata (4/1), Shingo Kumabayashi (1/0), Daisuke Oku (1/0), Hideo Ōshima (3/0), Magrao (2/0), Norihisa Shimizu (4/1), Gral (2/0), Tetsuya Enomoto (2/0), Yūji Nakazawa (3/0), Masahiro Ōhashi (4/0), Yūzō Kurihara (2/1), Ryūji Kawai (2/0) |
| Albirex Niigata      | Yoshiaki Maruyama (2/0), Shigenori Hagimura (6/0), Kentarō Suzuki (2/0), Hiroyoshi Kuwabara (2/0), Anderson Lima (5/0), Motohiro Yamaguchi (3/0), Fabinho (5/2), Edmilson (6/4), Yūsaku Ueno (3/0), Katsuyuki Miyazawa (1/0), Naoki Takahashi (4/0), Isao Homma (3/0), Yoshito Terakawa (5/1), Kōjirō Kaimoto (5/0), Shingo Suzuki (6/0), Keiji Kaimoto (6/0), Tetsuya Okayama (5/0), Yōsuke Nozawa (6/0), Kazuhisa Kawahara (1/0), Yūzō Funakoshi (2/0), Yasushi Kita (5/0) |
| Shimizu S-Pulse      | Takaya Kurokawa (1/0), Toshihide Saitō (7/1), Takahiro Yamanishi (7/0), Kazumichi Takagi (8/1), Kōta Sugiyama (4/0), Teruyoshi Itō (5/0), Kōhei Hiramatsu (2/1), Hideaki Kitajima (1/1), Masaaki Sawanobori (4/0), Ryūzō Morioka (6/0), Akihiro Hyōdō (2/0), Jumpei Takaki (6/0), Yoshikiyo Kuboyama (7/1), Choi Tae-uk (8/3), Cho Jae-jin (7/3), Takumi Wada (2/0), Yukihiko Satō (1/0), Yōhei Nishibe (7/0), Keisuke Ōta (2/1), Shinji Okazaki (1/0), Daisuke Ichikawa (7/0), Naoaki Aoyama (1/0), Jun Muramatsu (1/0), Keisuke Iwashita (2/0), Takuma Edamura (1/0), Rogerio (1/0), Jungo Fujimoto (1/0), Masaki Yamamoto (3/0), Yasumasa Nishino (4/0) |
| Júbilo Iwata         | Yoshikatsu Kawaguchi (1/0), Hideto Suzuki (1/0), Takayuki Chano (1/0), Takahiro Kawamura (2/0), Makoto Tanaka (1/0), Toshihiro Hattori (2/0), Hiroshi Nanami (2/0), Masashi Nakayama (2/0), Shinji Murai (1/0), Choi Yong-soo (1/0), Yoshiaki Ōta (2/0), Ryōichi Maeda (2/2), Shō Naruoka (1/0), Kentarō Ōi (1/0), Yōhei Satō (1/0), Robert Cullen (2/0), Takashi Fukunishi (1/0), Shun Morishita (1/0), Naoya Kikuchi (1/1), Keisuke Funatani (1/0), Kim Jin-kyu (1/1) |
| Nagoya Grampus Eight | Yūsuke Igawa (4/0), Masahiro Koga (6/0), Yūsuke Nakatani (4/0), Naoshi Nakamura (6/0), Claiton (6/0), Marques (3/2), Kei Yamaguchi (4/0), Keiji Yoshimura (4/0), Takahiro Masukawa (6/0), Keita Sugimoto (5/0), Makoto Kakuda (3/1), Eiji Kawashima (6/0), Yōhei Toyoda (1/0), Keisuke Honda (2/0), Yūsuke Sudō (3/0), Kiyohiro Hirabayashi (4/0), Sebastian (1/0), Keiji Watanabe (2/0), Satoshi Nakayama (2/2), Tomohiro Tsuda (2/0), Eduardo (2/0) |
| Gamba Osaka          | Naoki Matsuyo (4/0), Sidiclei (11/3), Tōru Irie (5/0), Noritada Saneyoshi (7/0), Tsuneyasu Miyamoto (4/0), Satoshi Yamaguchi (9/0), Yasuhito Endō (4/0), Fernandinho (11/3), Araujo (11/6), Takahiro Futagawa (8/0), Masanobu Matsunami (5/2), Akihiro Ienaga (5/1), Mitsuteru Watanabe (9/1), Masashi Ōguro (4/0), Arata Kodama (7/0), Kōta Yoshihara (9/3), Shin’ichi Terada (3/1), Yōsuke Fujigaya (4/0), Suguru Hino (3/0), Toshihiro Matsushita (7/0), Hideo Hashimoto (10/1), Masafumi Maeda (4/1), Ryōta Aoki (3/0), Ryūnosuke Okamoto (2/0) |
| Cerezo Osaka         | Bruno Quadros (8/1), Hiroshige Yanagimoto (7/0), Takanori Nunobe (7/0), Fabinho (6/0), Zé Carlos (6/2), Kiyokazu Kudō (8/0), Hiroaki Morishima (8/1), Tatsuya Furuhashi (8/4), Teruaki Kurobe (8/0), Takuya Kokeguchi (2/0), Kenjirō Ezoe (2/0), Tetsuya Yamazaki (4/0), Akinori Nishizawa (8/4), Motohiro Yoshida (8/0), Tōmi Shimomura (7/0), Daisuke Yoneyama (3/0), Nozomi Hiroyama (3/0), Yoshiki Nakai (1/0), Kazuya Maeda (6/0) |
| Vissel Kobe          | Makoto Kakegawa (5/0), Naoto Matsuo (5/0), Shūsuke Tsubouchi (1/0), Kunie Kitamoto (6/0), Tomo Sugawara (6/0), Roger (5/0), Park Kang-jo (6/0), Naoya Saeki (4/0), Kazuyoshi Miura (6/1), Ryūji Bando (6/0), Horvy (4/0), Ichiei Muroi (5/0), Mitsunori Yabuta (6/0), Mitsutoshi Watada (3/0), Ryūhei Niwa (1/0), Tomoyuki Hirase (3/0), Kazutaka Murase (1/0), Hiroyuki Kōmoto (1/0), Kensaku Abe (1/0), Keisuke Kurihara (5/0), Hideo Tanaka (1/0), Jun’ya Tanaka (1/0) |
| Sanfrecce Hiroshima  | Takashi Shimoda (6/0), Shōhei Ikeda (2/0), Norio Omura (5/0), Dininho (5/0), Yūichi Komano (4/0), Beto (5/0), Kōji Morisaki (5/0), Kazuyuki Morisaki (6/0), Hiroto Mogi (4/0), Galvao (5/3), Hisato Satō (6/2), Tatsurō Kimura (1/0), Kōta Hattori (6/0), Kōhei Morita (3/0), Susumu Ōki (5/2), Shunsuke Maeda (1/0), Issei Takayanagi (1/0), Jorginho (1/0), Megumu Yoshida (2/0), Ryōta Moriwaki (1/0), Shin’ichirō Kuwada (2/1), Takehito Shigehara (5/0), Yōsuke Kashiwagi (1/0) |
| Oita Trinita         | Hayato Okanaka (1/0), Takashi Miki (4/0), Yūichi Shibakoya (5/0), Yūki Fukaya (5/0), Patrick (2/0), Takashi Umeda (4/0), Teppei Nishiyama (3/0), Tomoaki Komorida (4/0), Takayuki Yoshida (3/0), Magno Alves (3/0), Dodo (5/1), Daiki Takamatsu (3/1), Yoshirō Abe (6/1), Kōji Yoshimura (4/0), Yūichi Nemoto (2/0), Takashi Kuramoto (1/0), Taku Harada (2/0), Shōta Matsuhashi (3/0), Shūsaku Nishikawa (1/0), Kōji Arimura (6/0), Kazuhiro Kawata (4/0), Kōhei Nishino (2/0), Tsukasa Umesaki (1/0), Kōji Ezumi (4/0), Ryōsuke Kijima (4/0) |

## Ergebnisse

### Gruppenphase

#### Gruppe A
| Pl. | Verein          | Sp. | S | U | N | Tore    | Diff. | Punkte |
| --- | --------------- | --- | - | - | - | ------- | ----- | ------ |
| 1.  | Urawa Reds      | 6   | 5 | 0 | 1 | 010:700 | +3    | 15     |
| 2.  | Omiya Ardija    | 6   | 3 | 1 | 2 | 009:600 | +3    | 10     |
| 3.  | Albirex Niigata | 6   | 3 | 1 | 2 | 007:500 | +2    | 10     |
| 4.  | Vissel Kobe     | 6   | 0 | 0 | 6 | 001:900 | −8    | 0      |

#### Gruppe B
| Pl. | Verein              | Sp. | S | U | N | Tore    | Diff. | Punkte |
| --- | ------------------- | --- | - | - | - | ------- | ----- | ------ |
| 1.  | Gamba Osaka         | 6   | 4 | 1 | 1 | 017:120 | +5    | 13     |
| 2.  | Kawasaki Frontale   | 7   | 2 | 4 | 1 | 016:120 | +4    | 10     |
| 3.  | Tokyo Verdy 1969    | 7   | 1 | 4 | 2 | 012:140 | −2    | 07     |
| 4.  | Sanfrecce Hiroshima | 6   | 1 | 1 | 4 | 008:150 | −7    | 04     |

#### Gruppe C
| Pl. | Verein           | Sp. | S | U | N | Tore    | Diff. | Punkte |
| --- | ---------------- | --- | - | - | - | ------- | ----- | ------ |
| 1.  | JEF United Chiba | 6   | 4 | 1 | 1 | 014:700 | +7    | 13     |
| 2.  | Kashiwa Reysol   | 6   | 2 | 2 | 2 | 006:800 | −2    | 08     |
| 3.  | Ōita Trinita     | 6   | 1 | 3 | 2 | 003:600 | −3    | 06     |
| 4.  | FC Tokyo         | 6   | 1 | 2 | 3 | 005:700 | −2    | 05     |

#### Gruppe D
| Pl. | Verein               | Sp. | S | U | N | Tore    | Diff. | Punkte |
| --- | -------------------- | --- | - | - | - | ------- | ----- | ------ |
| 1.  | Shimizu S-Pulse      | 6   | 3 | 2 | 1 | 012:700 | +5    | 11     |
| 2.  | Cerezo Osaka         | 6   | 3 | 1 | 2 | 010:800 | +2    | 10     |
| 3.  | Nagoya Grampus Eight | 6   | 2 | 1 | 3 | 005:800 | −3    | 07     |
| 4.  | Kashima Antlers      | 6   | 1 | 2 | 3 | 007:110 | −4    | 05     |

### Finalrunde

#### Viertelfinale
|                     | Gesamt |                  | Hinspiel | Rückspiel |
| ------------------- | ------ | ---------------- | -------- | --------- |
| Júbilo Iwata        | 4:5    | JEF United Chiba | 2:3      | 2:2       |
| Urawa Reds          | 2:0    | Shimizu S-Pulse  | 1:0      | 1:0       |
| Yokohama F. Marinos | 4:1    | Omiya Ardija     | 1:0      | 3:1       |
| Gamba Osaka         | 5:2    | Cerezo Osaka     | 3:0      | 2:2       |

#### Halbfinale
|                     | Gesamt          |             | Hinspiel | Rückspiel |
| ------------------- | --------------- | ----------- | -------- | --------- |
| JEF United Chiba    | 5:3             | Urawa Reds  | 3:1      | 2:2       |
| Yokohama F. Marinos | 1:1 (1:4 i. E.) | Gamba Osaka | 0:1      | 1:0       |

#### Finale
|                  | Ergebnis        |             |
| ---------------- | --------------- | ----------- |
| JEF United Chiba | 0:0 (5:4 i. E.) | Gamba Osaka |